# NGC 1363
NGC 1363 is een spiraalvormig sterrenstelsel in het sterrenbeeld Eridanus. Het hemelobject werd in 1877 ontdekt door de Sherbourne Wesley Burnham.

## Synoniemen
- PGC 13245
- IRAS03324-1000